# Platyrhacus tampocus
Platyrhacus tampocus är en mångfotingart som först beskrevs av Chamberlin 1952.  Platyrhacus tampocus ingår i släktet Platyrhacus och familjen Platyrhacidae. Inga underarter finns listade i Catalogue of Life.